# Little Shop of Horrors (1986)
Little Shop of Horrors, eller Lilla skräckaffären, är en amerikansk rockmusikal-skräckkomedifilm från 1986 i regi av Frank Oz. Filmen är baserad på musikalen Little Shop of Horrors, som i sin tur var baserad på filmen The Little Shop of Horrors från 1960, med bland andra Jack Nicholson. Filmen hade svensk premiär den 3 april 1987.

## Handling
Filmen handlar om det fattiga blomsterbutiksbiträdet Seymour (Rick Moranis) som får tag i en märklig planta, som egentligen är en utomjording. Han döper den till Audrey II, efter sin hemliga kärlek Audrey som arbetar i samma butik (Ellen Greene). Plantan lockar många besökare till butiken, men den har en mörk sida: den lever på människoblod. I den ursprungliga filmen från 1960 dödar Seymour människor för att föda Audrey II och därmed upprätthålla butikens popularitet. I denna film dödar Seymour dock ingen, men matar däremot Audrey II med en död människa. En annan skillnad mellan denna film och ursprungsfilmen är att här misshandlas Audrey av sin pojkvän, och är i själv verket hemligt kär i Seymour.

## Medverkande (urval)
- Rick Moranis – Seymour Krelborn
- Ellen Greene – Audrey
- Vincent Gardenia – Mr.
- Steve Martin – Orin Scrivello, tandläkare
- Levi Stubbs – Audrey II:s röst
- James Belushi – Patrick Martin
- John Candy – Wink Wilkinson
- Christopher Guest – Den första kunden
- Bill Murray – Arthur Denton
- Miriam Margolyes – Tandsköterska